# Werther
A Werther Jules Massenet egyik négyfelvonásos operája. Szövegkönyvét Édouard Blau, Paul Milliet és Georges Hartmann írták Goethe Az ifjú Werther szenvedései című regénye alapján. Ősbemutatójára 1892. február 16-án került sor a bécsi Hofoperben. A Manon mellett az egyik leggyakrabban játszott Massenet-opera.

## Szereplők
| Szereplő                                                              | Hangfekvés               |
| --------------------------------------------------------------------- | ------------------------ |
| Werther, fiatal költő                                                 | tenor                    |
| Charlotte, a tiszttartó lánya                                         | mezzoszoprán             |
| Albert, Charlotte jegyese                                             | bariton                  |
| Sophie, Charlotte húga                                                | szoprán                  |
| Tiszttartó                                                            | bariton                  |
| Schmidt, a tiszttartó barátja                                         | tenor                    |
| Johann, a tiszttartó barátja                                          | bariton                  |
| Fritz, Max, Hans, Karl, Gretel, Clara, a tiszttartó további gyermekei | szoprán vagy gyermekhang |
| Wetzlar lakói, vendégek, zenészek.                                    |                          |

## Cselekménye
Helyszín: Wetzlar és környéke
Idő: az 1780-as években, az egyik esztendő júliusa és decembere között

### Első felvonás
A tiszttartó háza
A tiszttartó gyermekei a nyár kellős közepén karácsonyi énekeket gyakorolnak apjukkal. Megérkezik Schmidt és Johann, akik esti borozgatásra hívják el a tiszttartót. A magányos és álmodozó Werther bálba hívja Charlotte-ot, aki anyja halála óta a testvéreit gondozza. Charlotte a gyerekeket húgára, Sophie-ra bízza. Időközben megérkezik Albert, Charlotte jegyese. Werther szerelmet vall Charlottenak, aki annak ellenére, hogy szereti őt, ki kell kosaraznia, mivel haldokló anyjának megígérte: Albert felesége lesz. 

### Második felvonás
A hársfák alatt
Néhány hónappal később Albert és Charlotte boldog házasságban élnek. A szomorú Werther egy vasárnap délelőtti mise után a templom előtt várja őket. Albert megértését és bocsánatát kéri, hogy összekötötte sorsát Charlotte-val, de nem tehetett másként. Sophie mulatságba hívja a szomorú költőt, ahol ismét találkozik Charlotte-val, akinek ismételten szerelmet vall. Charlotte karácsonyig száműzetésbe küldi Werthert, hogy mindketten nyugodtan átgondolhassák helyzetüket. A feldúltan elrohanó költő láttán Albert rádöbben, hogy a fiatalember még mindig nagyon szereti hitvesét.

### Harmadik felvonás
Charlotte és Albert háza
Karácsony délután Charlotte Werther leveleit olvassa és aggódva várja találkozását a fiatalemberrel. Amikor a fiatalember megérkezik a múltról kezdenek el beszélgetni, ami felkorbácsolja mindkettőjük érzelmeit. Ismételten szerelmet vall Charlottenak, akin azonban ismét felülkerekedik a kötelességtudat és végleg el akar búcsúzni Werthertől. Hazaérkezik Albert és észreveszi felesége zavart lelkiállapotát megsejti az igazságot. Amikor Werther egy küldönc által pisztolyt kér tőle, azzal indokolva, hogy hosszabb utazásra indul, Albert hidegvérrel teljesíti a kérést, Charlotte-ot azonban rossz előérzet kínozza.

### Negyedik felvonás
Werther háza
Charlott Werther házához szalad, beront, észreveszi a vért a padlón, majd az ágyon fekvő súlyosan sebesült férfit. Segítséget akar kérni, de Werther arra kéri, hogy töltse vele élete utolsó pillanatait. Charlotte szerelmet vall és megcsókolja Werthert, aki karjaiban meghal, miközben a gyerekek rázendítenek a nyáron tanult karácsonyi énekekre.

## Híres áriák
- O Nature, pleine de grace – Werther áriája (első felvonás)
- Du gai soleil, plein de flame – Sophie áriája (második felvonás)
- Va, laisse couler mes larmes – Charlotte áriája (harmadik felvonás)
- Werther! Qui m'aurait dit /Je vous écris de ma petite chambre. – Charlotte levél-áriája (harmadik felvonás)
- Pourquoi me réveiller? – Werther áriája (harmadik felvonás)

## Diszkográfia
- Ramón Vargas (Werther), Veszelina Kaszarova (Charlotte), Christopher Schaldenbrand (Albert), Dawn Kotoski (Sophie) stb.; Berlini Német Szimfonikus Zenekar, vez.: Vladimir Jurowski (1998) RCA (SONY) 74321 58224 2